# Puerto Williams
Puerto Williams é uma cidade e porto chileno, sendo a cidade mais meridional do mundo, na costa setentrional da ilha Navarino, na Terra do Fogo, Chile.  Na mesma ilha situa-se uma pequena aldeia de pescadores com menos de 50 habitantes, Puerto Toro, mais a sul que Puerto Williams (sendo Puerto Toro o local permanentemente habitado mais meridional do mundo). 
Puerto Williams está situada a somente cerca de 1 000 km ao norte da Antártida e a 47 km ao sudeste da cidade de Ushuaia, a cidade mais meridional da Argentina.
De acordo com o Censo do Chile em 2017, Puerto Williams possui uma população de pouco mais de 1 800 pessoas, correspondendo à capital da última província chilena.